# Ikarus 232
Ikarus 232 Pionir bylo jugoslávské experimentální lehké, dvoumotorové, dolnokřídlé letadlo převážně dřevěné konstrukce s uzavřenou kabinou, ve které byl pilot v poloze na břiše. Letoun navrhl konstruktér, mjr. Dragoljub Bešlin (Konstruktorska grupa br. 9 GDVI) na základě svého předchozího projektu, předválečného bombardéru Ikarus B-5. Letoun Ikarus 232 byl vyroben státním podnikem Ikarus v Zemunu (nyní součást Bělehradu) a sloužil v jugoslávském letectvu od roku 1947 do roku 1953.

## Vznik a vývoj

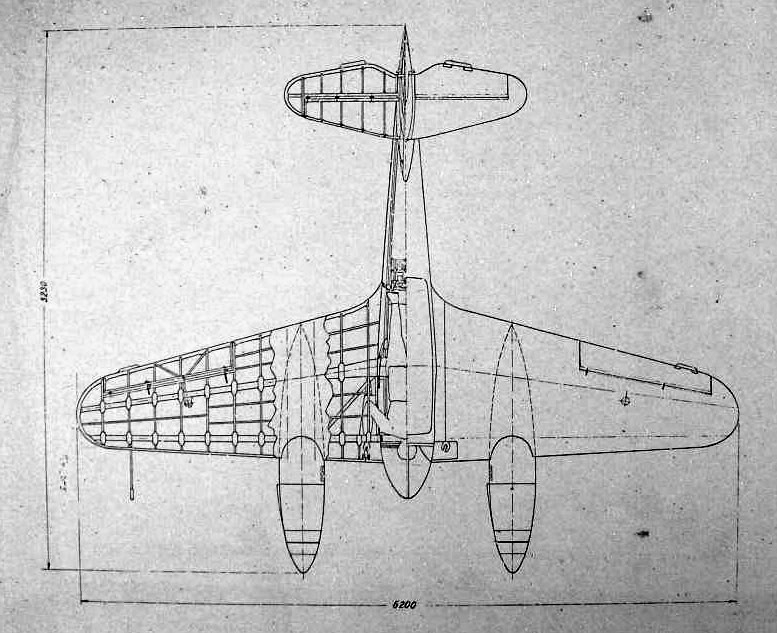
Ikarus 232 Pionir (skica)

Společnost Ikarus – prva srpska industrija aeroplana, automobila i strojeva Kovačević i drugovi (první srbský letecký, automobilový a strojírenský průmysl Kovacevic a kol.) byla založena v roce 1923. V roce 1946 byla znárodněna jako kolaborantská (představitelé Konjović, Lukač a Ćurčin), sloučena s dalšími leteckými výrobci Rogožarski a Zmaj. Tak vznikl v roce 1946 v Jugoslávii nový státní letecký výrobce, státní podnik Ikarus (državno privredno preduzeće).
Po skončení druhé světové války se konstruktér Dragoljub Bešlin rozhodl vrátit ke zkoumání vlivu přetížení na pilota, kdy je vystaven velkému g-zatížení. Konstrukce nového letadla byla svěřena konstrukčnímu týmu č. 9 z GDVI (Generální ředitelství průmyslového a leteckého průmyslu) vedené majorem Dragoljubom Bešlinem. Bešlin se již v minulosti zabýval problémy navrhování letadel s vysokými g-násobky a měl pověst velmi vynalézavého designéra.
Pilot v tomto letounu ležel v kabině na břiše, protože se věřilo, že lze takto snížit účinky přetížení g-sil, které vznikají při ostrých manévrech a při prudkém stoupání/klesání v leteckých bojových, útočných misích. První prototyp Ikarus 232 Pionýr byl vyroben na jaře 1947, poprvé vzlétl 2. října 1947 a byl zalétán zkušebním pilotem Simićem. Testování dvou prototypů těchto letadel potom vedlo k vývoji, stavbě a testům dalšího podobného prototypu Ikarus 451.

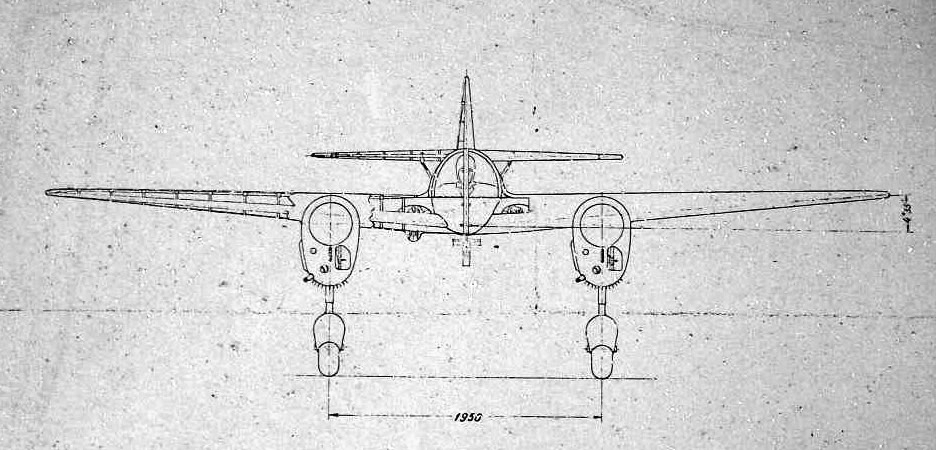
Ikarus 232 Pionir (skica)

## Popis letounu
Letoun Ikarus 232 „Pionir“ byl dvoumotorový, jednomístný dolnoplošník dřevěné konstrukce (křídlo, trup, svislé a vodorovné ocasní plochy) s pevným podvozkem a byl určen ke zkoumání vlivu g-násobků na pilota v poloze na břiše.
Nosná konstrukce trupu Ikarusu 252 byla dřevěná, potažená dřevěnou lepenkou. Průřez trupu byl kulatý ve tvaru doutníku, malého průměru, protože pilot v kokpitu ležel. V horní části trupu byl odklápěcí kryt, který umožňoval pilotovi vstoupit do kabiny. Sférická příď letounu byla z plexiskla, což pilotovi poskytlo dobrou viditelnost vpřed. Pilot v kokpitu položil bradu na speciální podložku a pravou rukou držel knipl.
Konzolová, samonosná křídla byla dřevěná, se dvěma postranními částmi lichoběžníkového tvaru s mírně zaoblenými konci, lemovanými impregnovaným plátnem. Osa křídla byla v podstatě kolmá na osu letounu. Pohyblivé části křídel (křidélka) byly vyrobeny ze dřeva a byla potažena impregnovaným plátnem. Na křídlech byly zavěšeny motorové gondoly. Držáky motoru byly vyrobeny ze svařovaných ocelových trubek. Kapota motoru a držáky byly pokryty hliníkovým plechem, v přední části kapoty motoru byl nasávací otvor chladicího vzduchu pro chlazení motoru a ohřátý vzduch z motorového prostoru vycházel skrz žebra umístěná po stranách kapoty. Výfukové potrubí z motoru bylo vyvedeno skrz kapotu motoru na spodní části pod motorem letadla tak, aby výfuk a hluk nerušily pilota v kabině.
Konstrukce horizontálních ocasních křídel a vertikálního stabilizátoru, jakož i kormidla a výškovek byla vyrobena ze dřeva a potažena plátnem. Horizontální stabilizátory byly pevně připevněny k trupu letadla. Podvozek tohoto letounu byl klasický, pevný s koly o rozchodu 1950 mm opatřenými nízkotlakými pneumatikami a s aerodynamickými, kapkovitými kryty. Pérování pomocí pružin, které byly umístěny v podvozkových nohách. Přední nohy podvozku byly připevněny k motorovým gondolám. Vzadu na ocasu letadla byla klasická ostruha.
Letadlo bylo vybaveno dvěma vzduchem chlazenými čtyřválcovými invertními motory Walter Mikron 4-II o jmenovitém výkonu 44 kW (60 k) s dvoulistými dřevěnými vrtulemi, s pevným nastavením listů. Jiný zdroj uvádí, že na letounu byly namontovány již poválečné verze motorů Mikron, Walter Mikron III o výkonu 2× 48 kW (65 k). Oba typy motorů byly v roce 1946 vyráběny továrnou Walter, Mikron 4-II z uschovaného materiálu Antonínem Kumperou před nacisty a Mikron III vyvinutý za války Bohuslavem Šimůnkem.

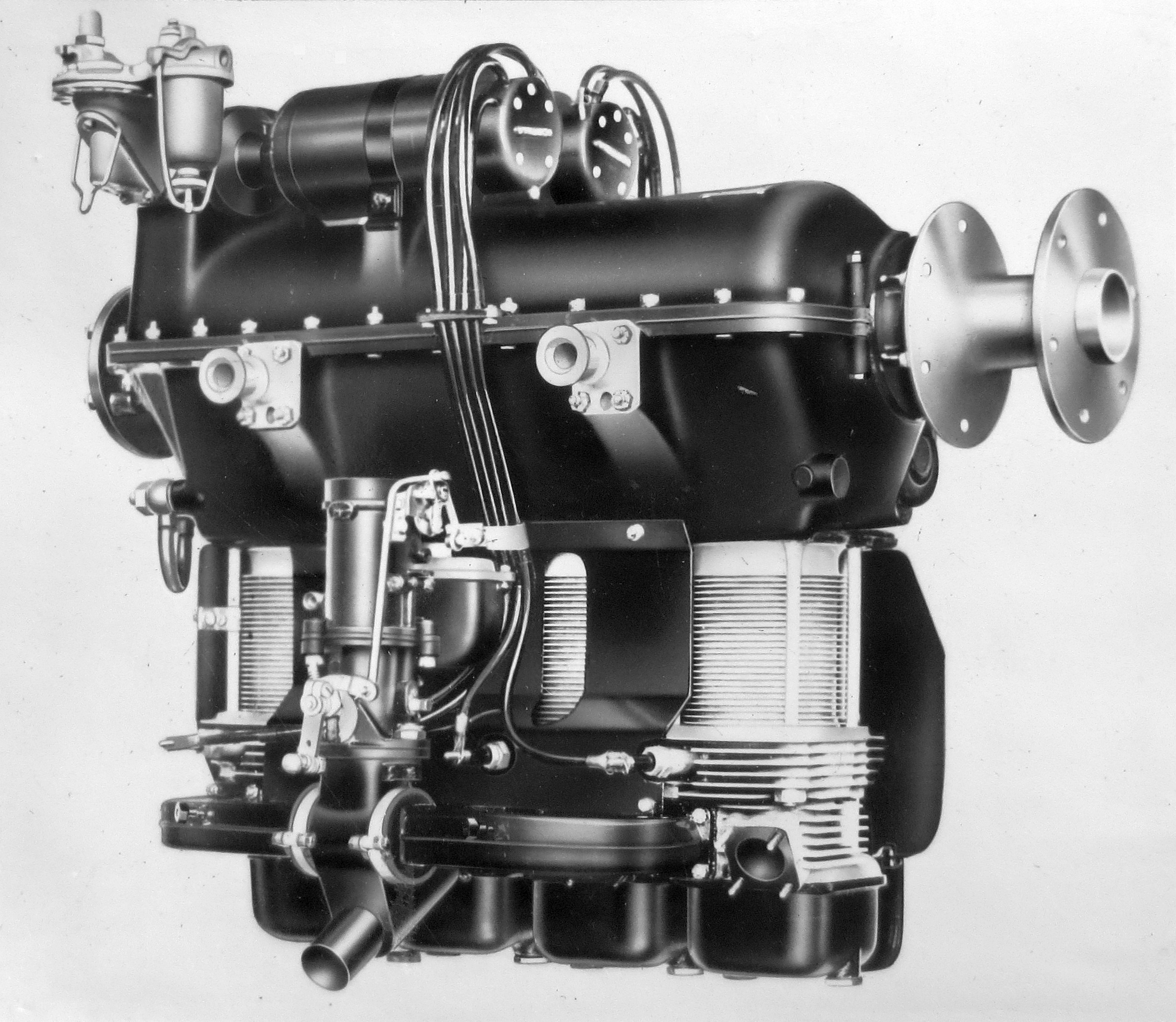
Walter Mikron 4-II (1938)

## Použití
Celkem byly postaveny dva prototypy. S oběma byly úspěšně složeny státní zkoušky a následně byly letouny použity pro zkušební lety. Testování bylo prováděno v Jugoslávském leteckém zkušebním ústavu (Vazduhoplovni tehnički institut) až do roku 1953. První prototyp létal do roku 1953 a druhý do roku 1952 (byl ztracen v důsledku nehody). Celkem bylo s prototypy nalétáno 215 hodin.
Je ale pravdou, že nemohly být provedeny žádné rozsáhlejší testy, bylo dosaženo pouze mírných stoupání do 30 stupňů, při strmějších úhlech se celá konstrukce začala třást a kmitat. Kromě toho byl výkon motorů zjevně příliš slabý, testy byly zastaveny po osmém zkušebním letu.
Hlavním výsledkem zkoušek byl závěr, že tato konstrukce letounu pilotovi může umožnit odolat přetížení 8–9 g i bez kombinézy proti přetížení. Poloha vleže má mnoho výhod při prudkých obratech za vysokých rychlostí, kdy pilot snese mnohem větší zrychlení než v poloze v sedě. V leže mu nedělá potíže zrychlení řádu až 10 g, zatím co v sedě při 4 g se mu zatemňuje zrak a posléze ztrácí vědomí.

## Uživatelé

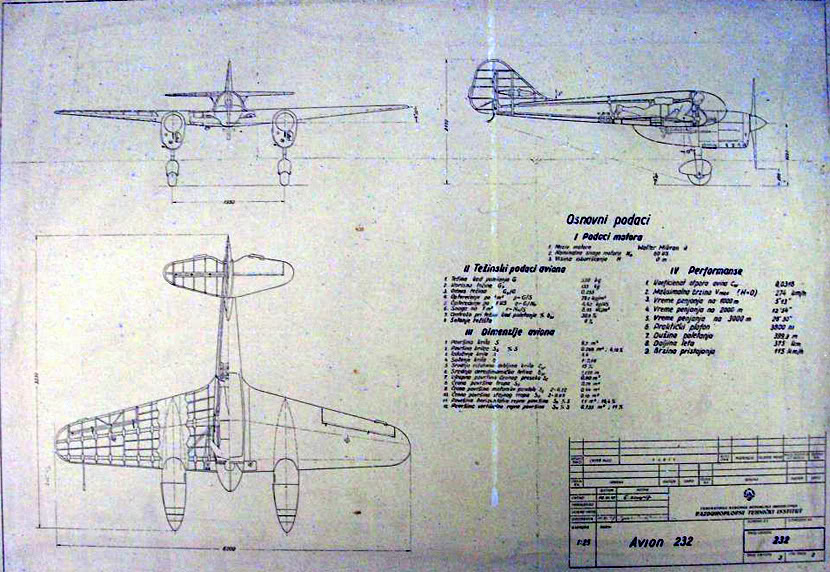
Ikarus 232 (výkres)

- Jugoslávie
  - Jugoslávské letectvo

## Specifikace
Data podle

### Technické údaje
- Posádka: 1
- Rozpětí: 6,20 m
- Délka: 5,23 m
- Výška: 1,88 m
- Nosná plocha: 6,70 m2
- Plošné zatížení: 82,4 kg/m2
- Hmotnost prázdného letounu: 434 kg
- Vzletová hmotnost: 552 kg
- Pohonná jednotka: 2× pístový, vzduchem chlazený, čtyřválcový řadový invertní motor Walter Mikron II
  - nominální, jmenovitý výkon: 44,1 kW / 60 k při 2600 ot/min
  - maximální (vzletový) výkon: 45,6 kW / 62 k při 2800 ot/min
- Vrtule: dvoulistá dřevěná

### Výkony
- Maximální rychlost: 251 km/h
- Cestovní rychlost: 228 km/h
- Přistávací rychlost: 115 km/h
- Dostup: 3 900 m
- Stoupavost: 153 m/min, na 1000 m 4:20 min, na 2000 m 10:19 min a na 3000 m 19:33 min.
- Dolet: 375 km